# Mikołaj Kieryczyński
Mikołaj Kieryczyński (ur. około 1823) – polski urzędnik, naczelnik powiatu krościeńskiego i starosta Krościenka nad Dunajcem w latach 1864–1867.

## Życiorys
Mikołaj Kieryczyński w 1863 roku był adiunktem w krościeńskim urzędzie powiatowym, a od 1864 roku do likwidacji powiatu krościeńskiego w roku 1867 był jego naczelnikiem i starostą Krościenka. Po likwidacji powiatu Kieryczyński objął urząd naczelnika sądu powiatowego w Krościenku (który zachował tę nazwę do 1919 roku), a następnie w latach 1873–1879 był radcą sądu krajowego w Nowym Sączu.
Za czasów jego rządów w Krościenku stanowisko adiunkta było początkowo nieobsadzone, od 1865 roku był nim Ferdinand Ruczka, aktuariuszem był Virgil Mischke, natomiast na stanowiskach kancelistów pracowali: Józef Komalski i Jakub Czyszczon.
Mikołaj Kieryczyński przyjaźnił się z dziedzicami Józefem Szalayem i Adolfem Tetmajerem.

## Życie rodzinne
Mikołaj Kieryczyński był dwukrotnie żonaty. Pierwsza żona, Maria z domu Sokołowska z Krościenka nad Dunajcem zmarła przed 1862 rokiem. 8 września 1862 roku ożenił się w kościele Wszystkich Świętych w Krościenku z wtedy 28-letnią Teofilą Trzeciak, również z Krościenka, córką Marcina i Teresy z domu Żurawskiej. W tymże kościele ochrzcił troje swoich dzieci, w tym córki jego i Teofili: Olgę Jadwigę (urodzoną 26 października 1866 roku) i Augustę Marię (urodzoną 21 lutego 1868 roku).